# Oeyreluy
Oeyreluy (okzitanisch: Ueire Lui) ist eine französische Gemeinde mit 1.498 Einwohnern (Stand: 1. Januar 2022) im Département Landes in der Region Nouvelle-Aquitaine. Sie gehört zum Arrondissement Dax und zum Kanton Dax-2. Die Einwohner werden Oeyrelois genannt.

## Geografie
Die Gemeinde Oeyreluy liegt etwa vier Kilometer südsüdwestlich von Dax am Fluss Luy in der Landschaft Marensin. Umgeben wird Oeyreluy von den Nachbargemeinden Dax im Norden, Seyresse im Nordosten, Saint-Pandelon im Osten, Heugas im Süden sowie Tercis-les-Bains im Westen.
Der größte Teil des früheren Militärflugplatzes von Dax-Seyresse liegt im Gemeindegebiet.

## Bevölkerungsentwicklung
| Jahr                       | 1962 | 1968 | 1975 | 1982 | 1990 | 1999 | 2006 | 2014 | 2021 |
| -------------------------- | ---- | ---- | ---- | ---- | ---- | ---- | ---- | ---- | ---- |
| Einwohner                  | 390  | 635  | 914  | 1136 | 1063 | 1120 | 1543 | 1556 | 1508 |
| Quellen: Cassini und INSEE |      |      |      |      |      |      |      |      |      |

## Sehenswürdigkeiten
- Kirche Saint-Pierre, Monument historique
- Schloss
- Schloss Hardy